# Stiphrolamyra sinaitica
Stiphrolamyra sinaitica är en tvåvingeart som beskrevs av Oskar Theodor 1980. Stiphrolamyra sinaitica ingår i släktet Stiphrolamyra och familjen rovflugor.
Artens utbredningsområde är Israel. Inga underarter finns listade i Catalogue of Life.